# 吳少璿
吳少璿（1997年11月25日—），生於臺中縣，為台灣男子輕艇運動員。他曾在2022年亞洲運動會輕艇比賽男子K1項目以97秒12的成績奪得銅牌。他也曾參加2018年亞洲運動會，獲得第四名。吳少璿參加2023年亞錦賽暨巴黎奧運資格賽，在男子輕艇激流標竿K1排名第四，因為中國和日本已取得奧運資格，由吳少璿遞補取得奧運資格。